# Handball-Afrikameisterschaft der Frauen 1976
Die 2. Handball-Afrikameisterschaft der Frauen 1976 wurde vom 10. bis zum 18. April 1976 im Salle Harcha-Hacène in Algier ausgetragen und diente als Qualifikation für die Olympischen Sommerspiele 1976, die jedoch vom größten Teil der afrikanischen Staaten boykottiert wurden. Ausrichter des Turniers, das zeitgleich mit der Männerkonkurrenz stattfand, war die Confédération Africaine de Handball (CAHB). Den Wettbewerb gewann der Titelverteidiger aus Tunesien vor der Volksrepublik Kongo und dem Gastgeberland Algerien.

## Turnierverlauf

### Gruppe A
| Pl. | Mannschaft     | S | U | N | Tore  | Punkte |
| --- | -------------- | - | - | - | ----- | ------ |
| 1.  | Tunesien       | 3 | 0 | 0 | 38:13 | 6:0    |
| 2.  | Algerien       | 2 | 0 | 1 | 31:25 | 4:2    |
| 3.  | Nigeria        | 1 | 0 | 2 | 27:50 | 2:4    |
| 4.  | Elfenbeinküste | 0 | 0 | 3 | 25:33 | 0:6    |

| Mannschaft     | TUN | ALG | NGA   | CIV   |
| -------------- | --- | --- | ----- | ----- |
| Tunesien       | —   | 8:1 | 20:4  | 10:8  |
| Algerien       |     | —   | 19:11 | 11:6  |
| Nigeria        |     |     | —     | 12:11 |
| Elfenbeinküste |     |     |       | —     |

### Gruppe B
| Pl. | Mannschaft          | S | U | N | Tore  | Punkte |
| --- | ------------------- | - | - | - | ----- | ------ |
| 1.  | Volksrepublik Kongo | 2 | 0 | 0 | 42:27 | 4:0    |
| 2.  | Uganda              | 1 | 0 | 1 | 27:30 | 2:2    |
| 3.  | Senegal             | 0 | 0 | 2 | 17:29 | 0:4    |

| Mannschaft          | COG | UGA   | SEN   |
| ------------------- | --- | ----- | ----- |
| Volksrepublik Kongo | —   | 26:14 | 16:13 |
| Uganda              |     | —     | 13:4  |
| Senegal             |     |       | —     |

### Platzierungsspiele
Spiel um Platz 5
|         | Ergebnis |         |
| ------- | -------- | ------- |
| Nigeria | 10:14    | Senegal |

Spiel um Platz 3
|          | Ergebnis |        |
| -------- | -------- | ------ |
| Algerien | 10:8     | Uganda |

Finale
|          | Ergebnis |                     |
| -------- | -------- | ------------------- |
| Tunesien | 10:5     | Volksrepublik Kongo |

## Kader
| Bronze | Algerien |
|        | - Tor: Habili - Feld: Belabed, Zehour Guidouche , F. Meghmoul, Belahcéne, M’Chara, Boukheroucha, Zidani, Daoudi, Kaddour, Chikh, Belhouari, Toumi, Sahed, Cherifi - Trainer: Helwig |